# Giuseppe Gianforma

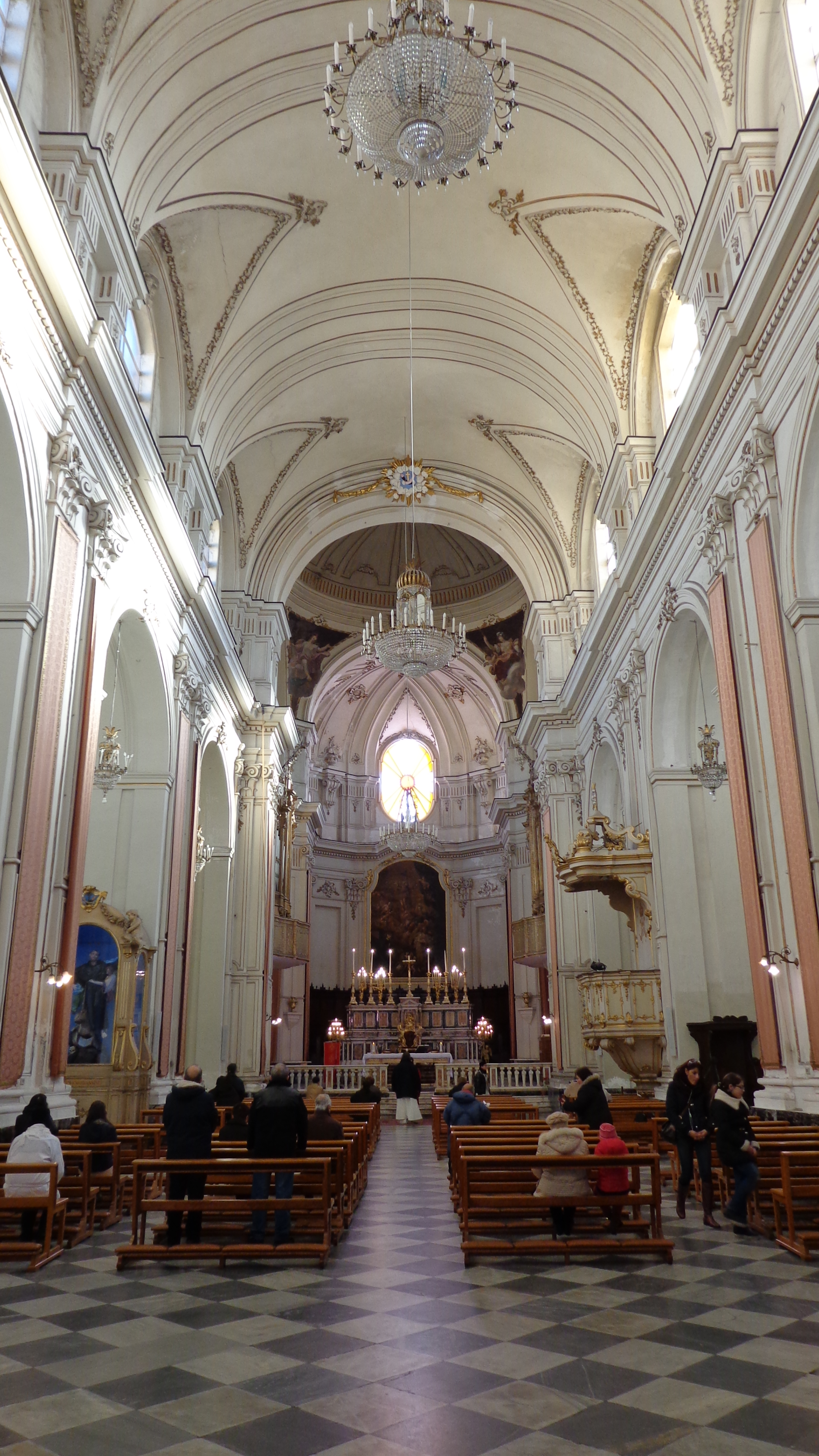
Interno della chiesa di San Francesco d'Assisi all'Immacolata di Catania.

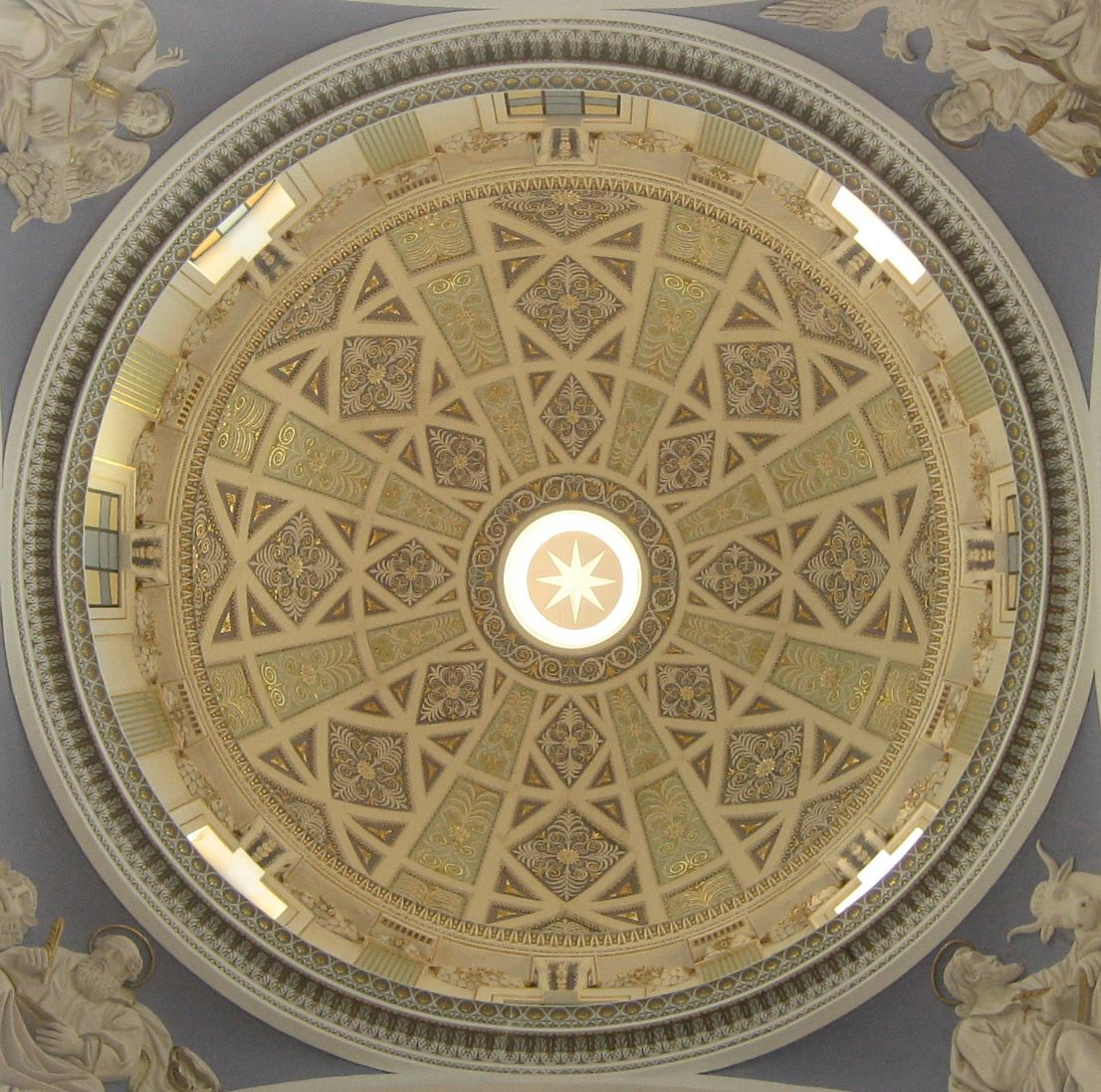
Cupola e pennacchi della basilica della Santissima Annunziata di Ispica.

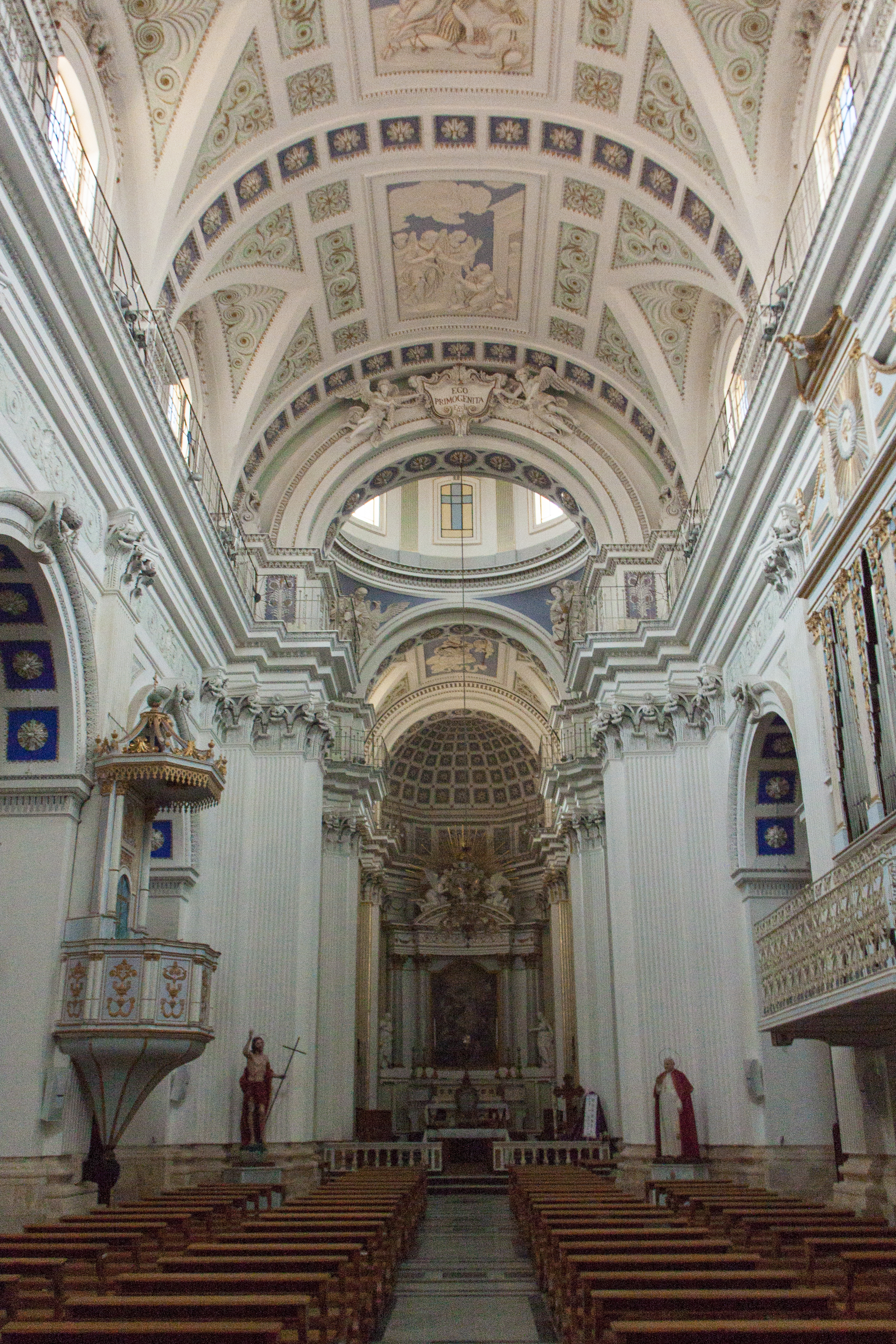
Volta della basilica della Santissima Annunziata di Ispica.

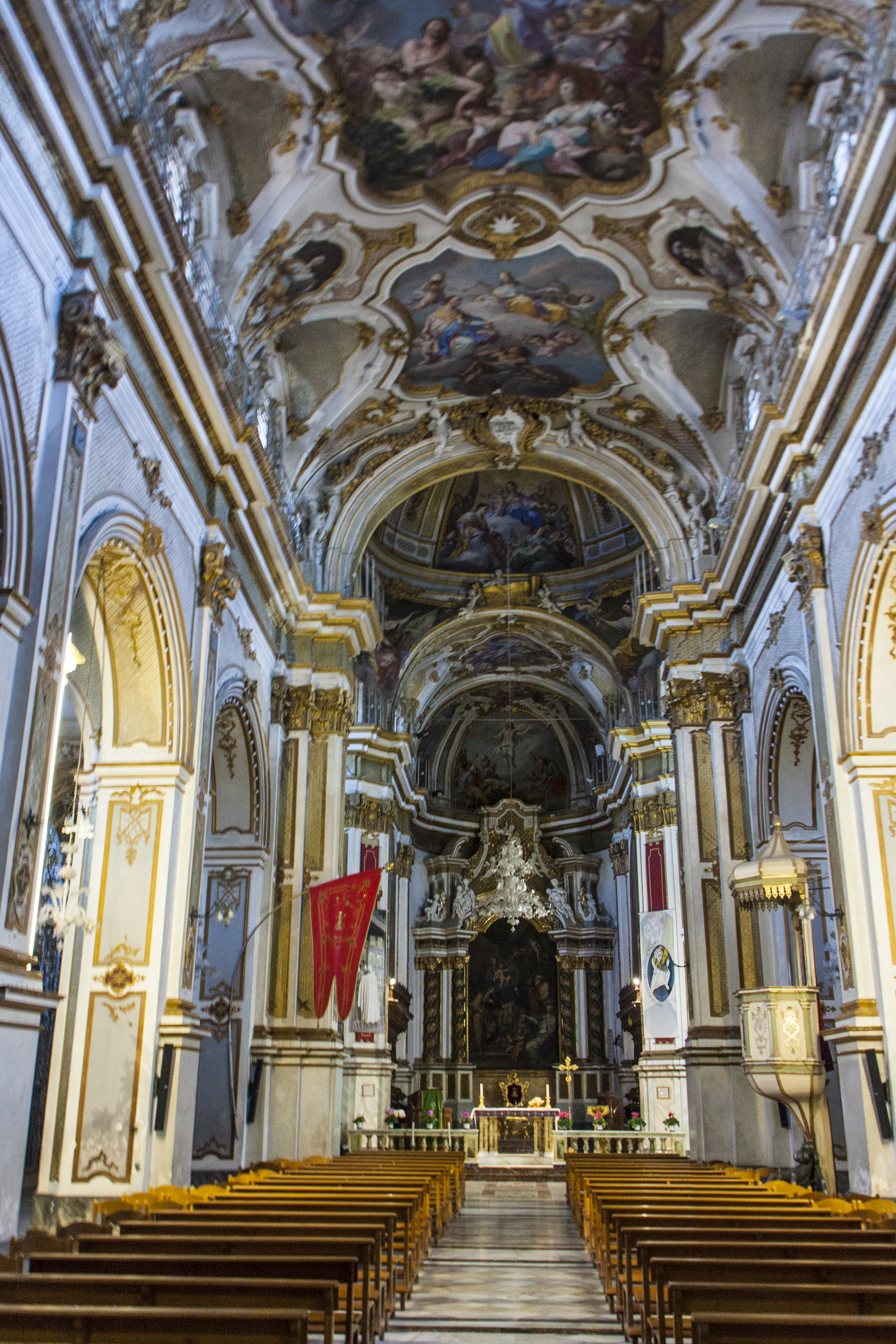
Volta della basilica di Santa Maria Maggiore di Ispica.

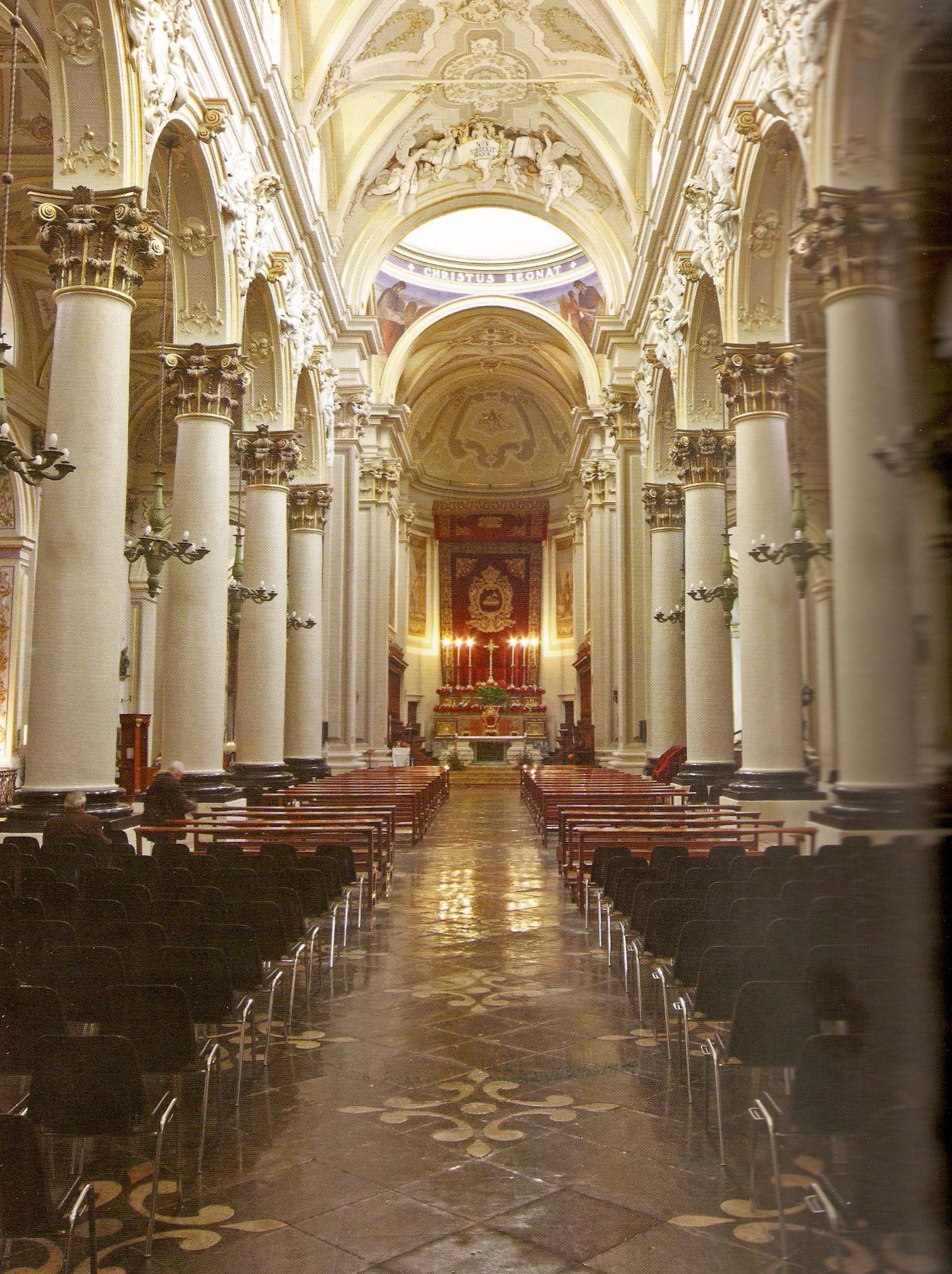
Interno della cattedrale di San Giovanni Battista Ragusa.

Giuseppe Gianforma (Palermo, XVIII secolo – XVIII secolo) è stato uno scultore e stuccatore italiano.

## Biografia
Stuccatore palermitano formatosi alla scuola di Giacomo Serpotta, si stabilì a Ispica intorno al 1740. Fu attivo tra il 1740 ed il 1770 in tutta l'area iblea da Modica a Scicli, da Chiaramonte Gulfi, a Noto.
Capostipite della bottega omonima, fu padre e maestro di Gioacchino e Giovanni.
La sua arte propose modelli decorativi classici all'interno di una cultura tardobarocca secondo un'impostazione rocaille.

## Opere

### Catania e provincia
Catania 
- 1764 e ss., Ciclo, apparato decorativo in stucco della chiesa, convento, sacrestia, coro di notte, sepoltura, opere realizzate con la collaborazione del figlio Gioacchino e rifiniture dello stuccatore Filippo Cunsolo, manufatti presenti nella chiesa di San Francesco d'Assisi all'Immacolata.[2]

 Acireale 
- XVIII secolo, Ciclo, apparato decorativo in stucco comprendente 16 pannelli realizzati con la collaborazione del figlio Gioacchino, opere presenti chiesa di Santa Venera del Conservatorio delle Vergini.

### Ragusa e provincia
Chiaramonte Gulfi 
- XVIII secolo, Ciclo, apparato decorativo in stucco documentato nella chiesa commendale dell'Ordine Gerosolimitano di San Giovanni Battista.
- XVIII secolo, Ciclo, resti di apparato decorativo in stucco documentato nella chiesa di Santa Maria di Gesù.

 Giarratana 
- XVIII secolo, Ciclo ricco apparato decorativo in stucco riproducente motivi floreali, opera realizzata nelle volte della chiesa di San Bartolomeo.

 Ispica 
- 1750 - 1761, Ciclo, apparato decorativo in stucco, opera realizzata nelle volte della basilica di Santa Maria Maggiore.[3]
- 1740, Ciclo, apparato decorativo in stucco ed episodi, personaggi biblici raffigurati in 13 pannelli: Giuditta e Oloferne, la Prova di Gedeone, Gioele e Sisara, l'Annunzio ad Abramo, nel transetto Davide e Golia, il Sacrificio di Isacco, nei pennacchi angolari con i simboli dei quattro evangelisti, e nell'abside la Profezia di Isaia, Natività e Adorazione dei Magi, opere realizzate nelle volte e nella cupola della basilica della Santissima Annunziata.[4]

 Modica 
- XVIII secolo, Ciclo, apparato decorativo in stucco della volta a botte della chiesa di San Domenico o di Nostra Signora del Rosario.

 Ragusa 
- 1776 - 1777, Ciclo, apparato decorativo in stucchi dorati di gusto rococò realizzato con la collaborazione del figlio Gioacchino, opere presenti nelle volte delle navate e del presbiterio, nelle pareti dei transetti, nelle grandi nicchie abbellite da statue della cattedrale di San Giovanni Battista.[5]

### Siracusa e provincia
Noto 
- XVIII secolo, Cappella di San Francesco d'Assisi e Cappella di Sant'Antonio di Padova, apparato decorativo in stucco degli ambienti, opere presenti nella chiesa di San Francesco d'Assisi all'Immacolata.[6]
- XVIII secolo, Ciclo, apparato decorativo in stucco presente nella chiesa del Carmine.

## Bottega

### Giovanni Gianforma
Stuccatore. Figlio di Giuseppe Gianforma.
- 1770c. Assunzione di Maria nel catino absidale e apparato decorativo in stucco, opere presenti nella chiesa di San Giuseppe di Chiaramonte Gulfi.
- 1773, Cappella del Cristo Risorto e Cappella di Cristo con la croce, ambienti decorati con colonne, allegorie e timpani con la figura di Dio Padre Onnipotente e Maria Vergine attorniati da angeli e putti in stucco policromo, opere presenti nel transetto della Basilica della Santissima Annunziata di Ispica.
- 1794, Cappella dell'Assunta, ambiente decorato con colonne tortili riproducente lo stile della Cappella del Santissimo Cristo, opera presente nella basilica di Santa Maria Maggiore di Ispica.[7]
- 1776, Ciclo, apparato decorativo in stucco presente nelle volte della chiesa di San Giovanni Evangelista di Scicli.
- XVIII secolo, Ciclo, apparato decorativo in stucchi monocromi, attribuzione, opere presenti nella chiesa della Madonna del Carmine di Scicli.

### Gioacchino Gianforma
Stuccatore catanese † 1816. Figlio di Giuseppe Gianforma.
- 1764 e ss., Ciclo, apparato decorativo in stucco della chiesa, convento, sacrestia, coro di notte, sepoltura, opere realizzate con la collaborazione del padre Giuseppe Gianforma e rifiniture dello stuccatore Filippo Cunsolo, manufatti presenti nella chiesa di San Francesco d'Assisi all'Immacolata di Catania.[8]
- 1776 - 1777, Ciclo, apparato decorativo in stucchi dorati di gusto rococò realizzato con la collaborazione del padre Giuseppe Gianforma, opere presenti nelle volte delle navate e del presbiterio, nelle pareti dei transetti, nelle grandi nicchie abbellite da statue della cattedrale di San Giovanni Battista di Ragusa.[5]
- 1783 - 1784, Statue in gesso raffiguranti San Pietro e San Paolo, opere presenti nel Cappellone di San Sebastiano della basilica di San Sebastiano di Palazzolo Acreide.
- 1793, Ciclo, apparato decorativo in stucco, opera presente nella volta della chiesa di San Giuseppe di Ragusa Ibla.
- XVIII secolo, Attività documentate presso il Palazzo degli Elefanti di Catania.
- XVIII secolo, Ciclo, apparato decorativo in stucco in stile classicheggiante, opere presenti nello scalone d'onore del monastero di San Nicolò l'Arena dell'Ordine benedettino di Catania.
- XVIII secolo, Ciclo, apparato decorativo in stucco comprendente 16 pannelli realizzati con la collaborazione del padre Giuseppe Gianforma, opere presenti chiesa di Santa Venera del Conservatorio delle Vergini di Acireale

#### Calabria
- 1799, Ciclo, apparato decorativo in stucco in stile classicheggiante, opere presenti nella chiesa di Maria Santissima del Monte Carmelo di Bagnara Calabra.
- 1799c., Ciclo, apparato decorativo in stucco in stile classicheggiante, opere presenti nella chiesa di Maria Santissima del Rosario di Bagnara Calabra.

### Giuseppe Gianforma Junior
Stuccatore catanese † 1843. Figlio di Gioacchino Gianforma.